# 町田一郎
町田 一郎（まちだ いちろう、1902年8月11日 - 1992年1月16日）は、三菱銀行常務取締役、三菱経済研究所長などを務めた、日本の銀行家。

## 経歴
長野県更級郡青木島村（後の長野市更北）生まれ。旧制長野中学（長野県長野高等学校の前身）から、第八高等学校 (旧制)へ進み、東京大学経済学部を卒業した。大学では研究者になることを目指して大内兵衛のゼミに参加していたが、実家が経営に関わっていた更埴銀行（1911年 - 1937年）の経営が困難に陥る状況などがあって研究者への道を断念し、1928年に三菱銀行に入行して、以降はもっぱら調査や貸付関係の業務に従事した。1936年ころには業務として欧米留学を経験し、その後、審査部長を経て常務取締役となり、後には、三菱経済研究所長に転じた。
晩年には浮世絵師の東洲斎写楽の研究を手がけ、戯作者山東京伝との同一人物説を発表している。

## おもな著書
- 公債政策と経営の合理化、 三菱経済研究所、1968年
- ドル防衛と金問題、 三菱経済研究所、1968年
- 企業経営の分析、 三菱経済研究所、1968年
- ケインズ先生の妙案、日本経済新聞社、1971年
- 真説東洲斎写楽、日経事業出版社、1989年